# Cornelius John Pasichny
Cornelius John Pasichny OSBM (* 27. März 1927 in Winnipeg; † 30. Januar 2014 in Toronto) war ein kanadischer Geistlicher und ukrainisch-griechisch-katholischer Bischof von Toronto. 

## Leben
Cornelius John Pasichny trat der Ordensgemeinschaft der Basilianer bei und studierte Philosophie in Glen Cove, Long Island und Theologie an der Gregoriana in Rom. Am 31. Oktober 1948 legte er die Profess ab und empfing am 5. Juli 1953 durch Erzbischof Ivam Buchko in Sankt Sergios und Bakchos an der Piazza Madonna dei Monti in Rom die Priesterweihe. Nach seiner Weihe absolvierte er ein weiteres philosophisches Lizenziatsstudium an der Gregoriana. 1954 kehrte er nach Kanada zurück und beendete 1956 ein Masterstudium der Philosophie an der St. Paul Universität, Ottawa. Er lehrte anschließend Scholastik am Studienhaus seines Ordens in Mundare. Zudem war er Priester in Krakau und Borschtschiw. 1958/59 war er Interim-Pfarrer der ukrainisch-griechisch-katholischen Pfarre St. Johannes der Täufer in Ottawa. Von 1959 bis 1963 war er Assistenz des Superiors ("vicarius") im Kloster Mundare, wo er auch Latein, slawische Kirchengeschichte und ukrainische Geschichte lehrte. 1981 wurde er Spiritual des neugegründeten Heilig-Geist-Seminars. 1985 wurde er Pfarrer in seiner Heimatstadt Winnipeg. 
Am 6. November 1995 wurde er von der Heiligen Synode zum Bischof von Saskatoon gewählt und Papst Johannes Paul II. bestätigte diese Wahl. Der Erzbischof von Winnipeg, Michael Bzdel CSsR, spendete ihm am 17. Januar des nächsten Jahres die Bischofsweihe; Mitkonsekratoren waren Basil Filevich, emeritierter Bischof von Saskatoon, und Severian Stefan Yakymyshyn OSBM, Bischof von New Westminster. 
Am 1. Juli 1998 wurde er zum Bischof von Toronto ernannt. Am 3. Mai 2003 nahm Johannes Paul II. sein altersbedingtes Rücktrittsgesuch an.